# Clarence Hudson White

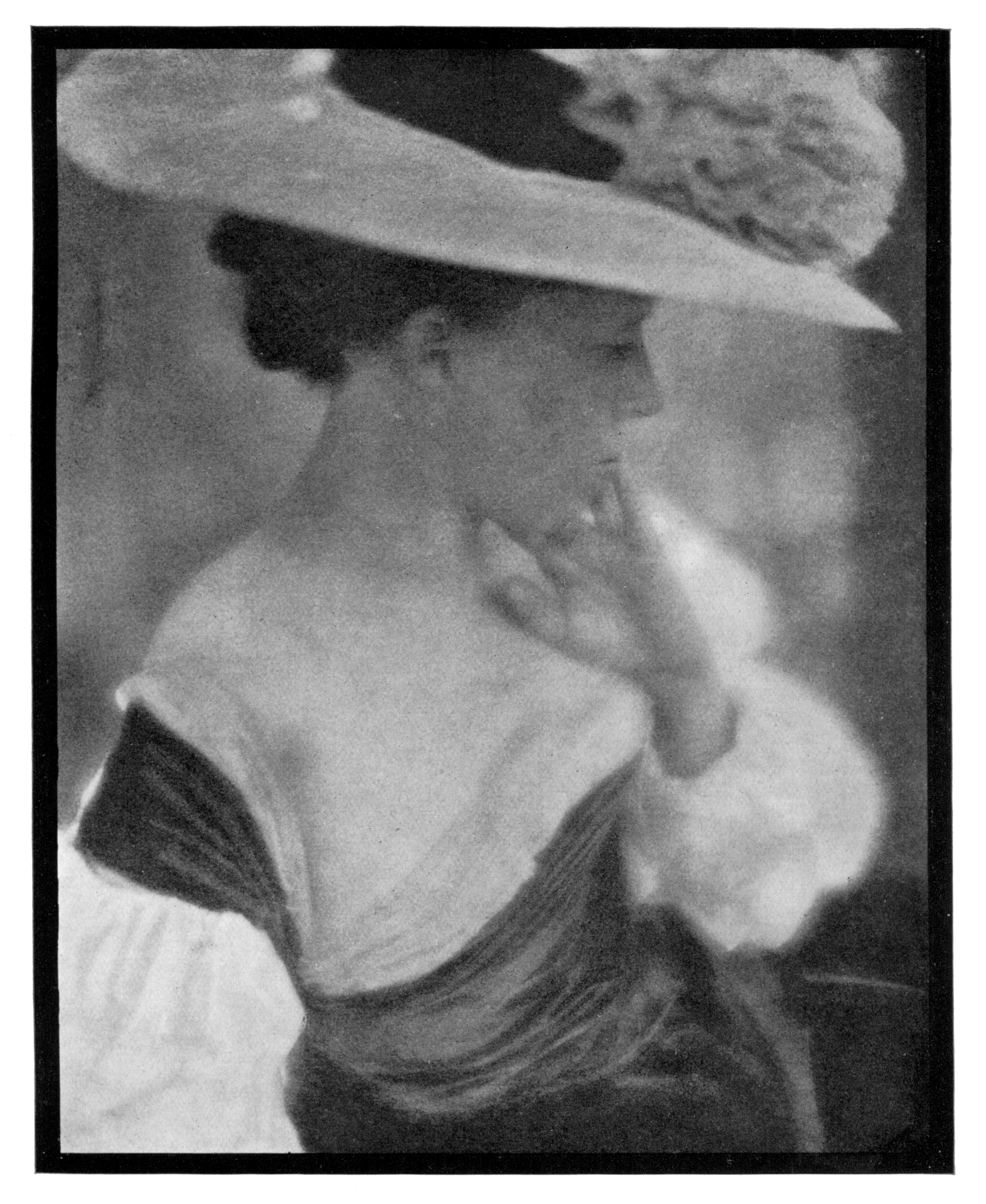
Velký klobouk, portrét paní Whiteové, 1905

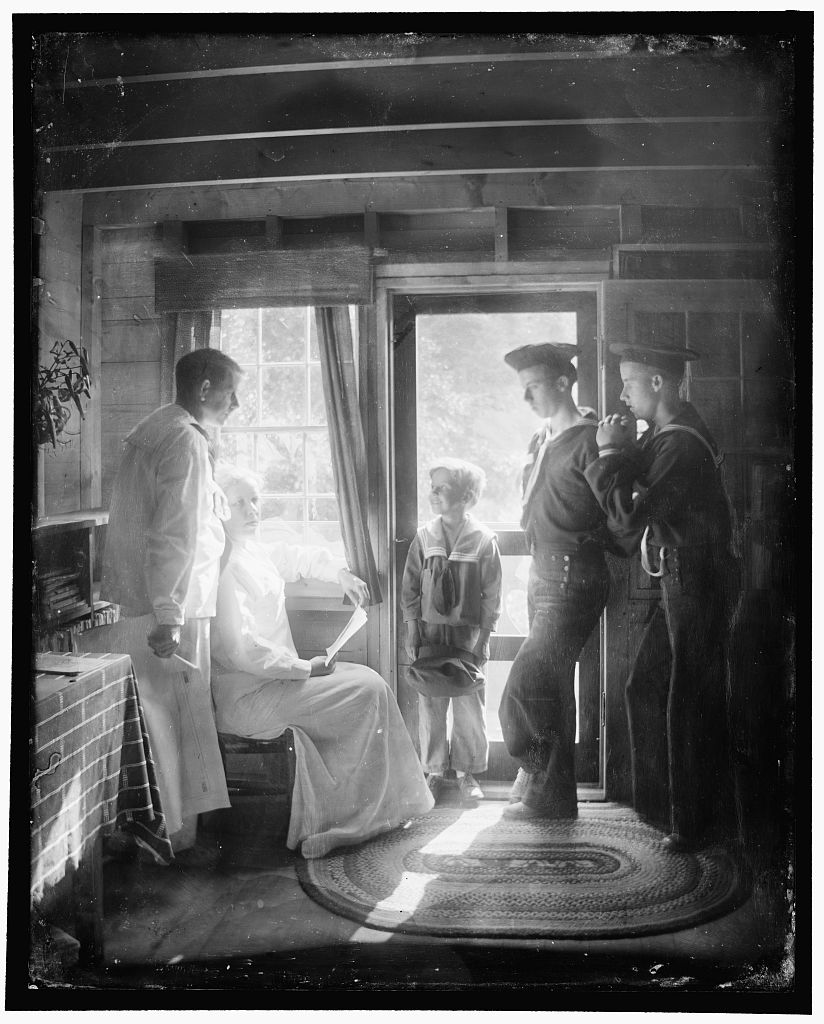
Rodina Whiteova v Maine, foto: Gertrude Käsebierová, 1913

Clarence Hudson White (8. dubna 1871, West Carlisle, Ohio – 7. července 1925, Mexico) byl americký piktorialistický fotograf, spoluzakladatel fotografických spolků Fotosecese a Pictorial Photographers of America. Vyrostl v malém městě v Ohiu, kde ho nejvíce ovlivňovala jeho rodina a společenský život venkovské Ameriky. Poté, co navštívil Světovou kolumbijskou výstavu v Chicagu v roce 1893, začal fotografovat. Ačkoli byl ve fotografii samoukem, za nemnoho roků se stal mezinárodně známým svými piktorialistickými fotografiemi, které zachycovaly ducha a sentimentalitu Ameriky na počátku dvacátého století. Jakmile se stal známým svými obrazy, byl White vyhledáván jinými fotografy, kteří často cestovali do Ohia, aby se od něho učili. Spřátelil se s Alfredem Stieglitzem a pomáhal povznést fotografii na pravou uměleckou formu. V roce 1906 se White a jeho rodina přestěhovali do New Yorku, aby mohl být blíže Stieglitzovi a jeho okruhu přátel a dále šířil vlastní práci. Clarence H. White se začal zajímat o výuku fotografie a v roce 1914 založil fotografickou školu School of Photography, první vzdělávací instituci v Americe, která vyučovala fotografii jako umění. Vzhledem k časové náročnosti vyučovacích povinností jeho vlastní fotografie upadala a v posledních deseti letech svého života vytvořil málo vlastních nových prací. V roce 1925 prodělal infarkt a zemřel při výuce studentů v Mexico City.

## Životopis

### 1871–1893: Mládí
Clarence Hudson White se narodil v roce 1871 ve West Carlisle v Ohiu jako druhý syn a nejmladší dítě Lewise Perryho Whita a Phebe Billmany Whiteové. Vyrůstal v domě, který byl známý jako „americký dům“, což byla velká hospoda postavená v roce 1817 jeho pradědečkem a průkopnickým osadníkem Augustinem Whitem. Jeho dětství bylo popisováno jako “idylické”, a na rozdíl od mnoha dětí té doby vyrůstal v dobrém zdravotním stavu a bez úmrtí či jiných tragédií v rodině. Hudson a jeho o dva roky starší bratr Pressley, trávili většinu svého času hraním na polích a kopcích poblíž jejich malého rodného města.
Když bylo Hudsonovi šestnáct let, jeho rodina se odstěhovala do malého města Newark, kde jeho otec získal práci jako obchodní cestující pro velkoobchodní potravinářskou firmu Fleek and Neal. Protože byl jeho otec často mimo domov, trávil Hudson hodně času vlastními zájmy, a stal se pilným studentem hry na housle. Asi od svých patnácti let do poloviny dvaceti let si White psal deník, ve kterém zaznamenával události svých dnů a také zájmy a názory. Nadšeně psal o hudbě a obrazovém umění; ve svých denících z tohoto období se však o fotografii nezmiňuje.
Po střední škole se White stal účetním ve firmě, kde pracoval jeho otec. Byl pilným pracovníkem, ale jeho práce mu dávala malou příležitost sledovat vlastní umělecké zájmy. V deníku napsal, že pracuje šest dnů v týdnu od sedmi hodin ráno a zůstává až do šesti hodin večer, a když je potřeba tak pracuje i po nedělích. Jeho strýc básník Ira Billman Hudsona povzbuzoval, aby pokračoval v rozvíjení svých tvůrčích schopností a do roku 1890 White své skicáře plnil náčrtky tužkou, perokresbami, inkoustem a akvarely.
Právě v této době vznikly jeho umělecké vize, které později aplikoval ve svých fotografiích. Naučil se používat světlo nebo jeho nedostatek, aby zdůraznil svůj objekt. Také se naučil v mysli vizualizovat své objekty. Whiteův vnuk a životopisec Maynard Pressley White junior poznamenal, že mezi dědečkovými náčrtky z té doby byla kresba ženského aktu sedícího na velké kouli, vyfukující bubliny a obklopená mnoha vznášejícími koulemi ve vzduchu. Stejné obrazy se později opakovaně objevily v jeho fotografiích.
Díky svým hudebním zájmům se někdy v letech 1891–92 setkal se svou budoucí manželkou Janou Felixovou (1869–1943). Pracovala jako učitelka a jeho deníky obsahují poznámky o tom, že se scházeli na koncertech poblíž Denison University a v Columbu v Ohiu. White ve svých denících nezaznamenal žádné další milostné zájmy a 14. června 1893 si vzal Felixovou v Newarku v neobvyklém čase 6 hodin ráno. Rodinné záznamy nenaznačují, proč se v konal obřad právě té době. Hodinu po obřadu White s nevěstou nastoupili do vlaku směřujícího do Chicaga, kde se zúčastnili Světové kolumbijské výstavy. Výstava byla jednou z největších architektonických, uměleckých, hudebních a technologických atrakcí své doby s více než 26 miliony návštěvníky a přitahovala lidi ze všech oblastí života. Tam se White poprvé setkal s fotografií jako s veřejným médiem. Nejen, že se zde nacházelo několik velkých výstav, které ukazovaly fotografy z celého světa, ale i mnoho výrobců fotoaparátů a vybavení temných komor, kteří vystavovali a prodávali své nejnovější zboží, desítky portrétních studií. Jednalo se o nepřetržitý a masivní kurz do světa fotografie na přelomu století.

### 1893–1899: Počátky fotografie

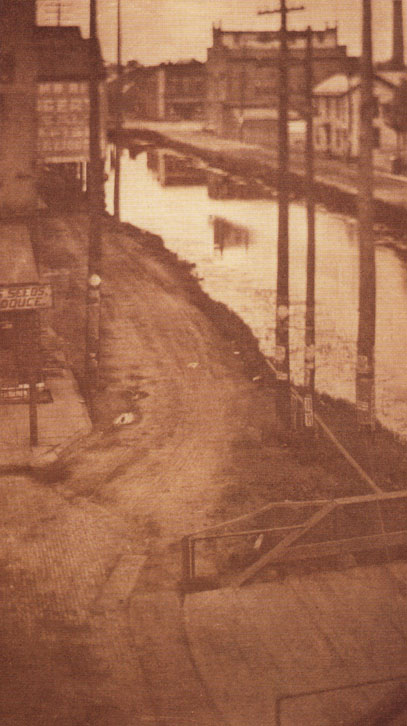
Telegrafní sloupy, 1898

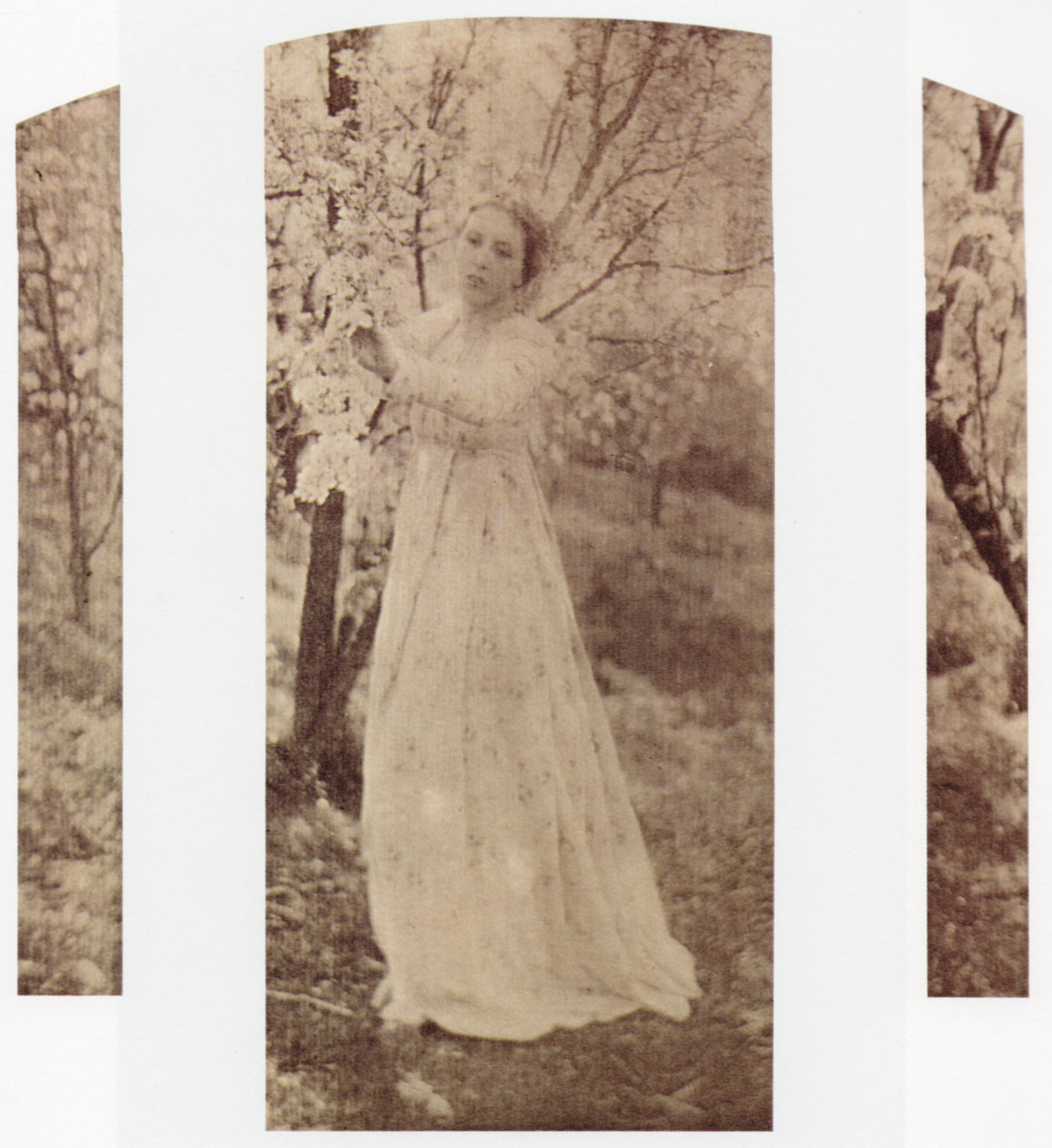
Jaro – triptych, 1898

White nezaznamenal, jak brzy začal fotografovat poté, co se s manželkou vrátili do Newarku, ale muselo to být velmi brzo. Existují přinejmenším dvě fotografie datované stejným rokem 1893, a také rok poté byl hluboce zaujatý svým novým zájmem. Whiteův vnuk napsal: „Není náhoda, že fotografický život Clarence Whitea začal v roce jeho svatby. Moje babička nosila mnoho klobouků a všechny vyzařovaly skutečnou atmosféru; byla manželkou, matkou, obchodní manažerkou, modelkou, estetickou kritičkou, stoikem a také distancí mezi mým dědečkem a spoustou životních nepříjemností. S pevnou oddaností vytvořila prostředí, ve kterém mohl vést klidný a produktivní život.“ Značný vliv své ženy na umělecký vývoj je vidět později, když si korespondoval s Alfredem Stieglitzem. White často používal slova „my“ nebo „paní Whiteová a já“ při popisování své poslední fotografické aktivity.
Když se White a jeho žena vrátili do Newarku, nenacházeli se v prosperující situaci. Aby situaci vylepšili, nastěhoval se i se svou nevěstou k jeho rodičům, a pokračoval v celodenních pracovních směnách účetního. Zpočátku neměl zájem o kariérní fotografování, a to ani poté, co začal být úspěšným a v práci účetního pokračoval po mnoho dalších let. Většina jeho příjmů šla na zajištění rodiny a jeho počáteční zapojování do fotografování bylo finančně náročné. Později jeho student Ralph Steiner vzpomínal jak mu White v tomto období řekl, že každý týden měl peníze pouze na dvě negativní skleněné desky, a každý volný okamžik trávil plánováním toho, co s těmito dvěma deskami udělá o svém víkendu.„
White se všechno během své kariéry učil sám, zčásti proto, že v čase kdy rozvíjel vlastní vizi, neměl peníze na školení nebo kurzy. Mnozí z jeho přátel, studentů a životopisců však věřili, že právě nedostatek formálního tréninku byl jednou z jeho největších sil. Když měl v roce 1899 v Newarku samostatnou výstavu, jeho newarské kolegyně Ema Spencerová napsala: „Byl oddělený od uměleckých vlivů a naprosto nevzdělaný v uměleckých školách. V důsledku toho ignoroval tradiční metody a následoval své vlastní schopnosti, protože ho pobízela nepolapitelná a nevyzpytatelná síla obyčejně známá jako geniální.“ Je také důležité poznamenat, že v té době nebyly v USA žádné formální fotografické školy nebo dokonce uznávané autority, u kterých by mohl White studovat. Nejběžnější způsob, jakým se nový fotograf naučil fotografovat, byla spolupráce se zkušeným fotografem a kromě několika portrétistů se v Newarku nebylo od koho učit.
V roce 1895 se narodil jejich první syn, Lewis Felix White, o rok později následovaný druhým synem Maynardem Pressley Whiteem. V době, kdy se narodil Maynard se Whitovi přestěhovali do vlastního domu, pravděpodobně díky štědrosti otce paní Whiteové Johna Felixe, který v Newarku vlastnil několik nemovitostí. V té době White projevoval ve své fotografii hodně úspěchů, vystavoval své první fotografie na veřejnosti v klubu Camera Club ve Fostorii v Ohiu.
O rok později získal na výstavě asociace Ohio Photographers Association v Columbusu zlatou medaili. Záznamy neuvádějí za které fotografie cenu získal, ale dvě z nich byly téměř jistě Study (Leticia Felix) (Studie (Leticia Felix)) a The Readers (Čtenáři), za které získal také Velkou cenu na Prvním mezinárodním salónu v Pittsburgu. Sochař Lorado Taft viděl Whiteovu práci v Columbusu a napsal, že „White nevěděl nic o technice fotografování, ale umělci nad jeho fotografiemi žasli. Viděl jsem je také, a jsem do nich blázen!“
V roce 1898 Whiteova sláva stále stoupala. Jeho fotografie se poprvé objevily v národních publikacích (The Photographic Times, Harper's Magazine nebo Brush and Pencil) a cestoval na východ diskutovat o stavu fotografie jako umění se svými kolegy. Ve Philadelphii, během prvního fotografického salónu First Philadelphia Photographic Salon se setkal s F. Hollandem Dayem a Josephem Keileym a v New Yorku se setkal s Alfredem Stieglitzem. Se Stieglitzem zůstali blízkými přáteli po mnoho let.
Pozoruhodné na tomto období je skutečnost, že jeho omezené finanční prostředky mu umožnily vytvořit pouze asi 8 fotografií měsíčně, nicméně kvalita těchto obrazů byla natolik vysoká, že za svou práci rychle získal široké uznání. Pracoval také ve velmi obtížných podmínkách. Vzhledem k dlouhým hodinám strávených v účtárně přesvědčil svou rodinu a přátele, aby mu stáli modelem buď v pozdních večerních hodinách nebo velmi brzy ráno. V létě se museli vzbudit už v 4 hodiny ráno aby pro něj pózovali ještě dříve, než musel jít do práce.
V roce 1898 sám White vytvořil několik fotografií, které patří k jeho nejuznávanějším, jako například: The Bubble, Telegrafní sloupy, Girl with Harp, Blind Man's Bluff nebo Jaro ‒ triptych.

#### Newark Camera Club
V roce 1898 White spojil skupinu deseti místních lidí, aby založili klub Newark Camera Club. Všichni jeho členové, včetně Whitea v té době byli amatérští fotografové, kteří sdíleli aktivní zájem o pictorialismus, ale bylo to díky Whiteovu vedení, které brzy rozšířilo klubový vliv daleko za hranice malého města v Ohiu. Členka klubu Ema Spencerová a později členka Photo-Secession napsala, že klub „byl znám ve fotografických kruzích zde i v zahraničí jako 'the White School',, jako reflexe formátu a výtečnosti Hudsona Whitea, cílem Klubu bylo mít alespoň jednu velkou výstavu prací svých členů ročně, ale také ukázat práci „fotografů z východu i ze zahraničí, tak aby jejich práce mohla profitovat“.
Díky jeho vlivu a kontaktům se o rok později klub připojil k velké výstavě u místního YMCA, na které byly tisky fotografů jako například: Alfred Stieglitz, F. Holland Day, Frances Benjamin Johnstonová, Gertrude Käsebierová nebo Eva Watson-Schütze. Následující rok stejní fotografové vystavovali spolu s tisky autorů Roberta Demachyho, Zaidy Ben-Yusufové, Franka Eugenea a také zatím v té době neznámého Edwarda Steichena. Navzdory malé velikosti Newarku a relativní izolaci od velkých kulturních center z něj udělal Newark Camera Club, vedený Whiteem, „silné město ve světě fotografie.“ Do roku 1900 většina významných piktorialistických fotografů v USA cestovala se na Whitea podívat nebo to aspoň měla v plánu; podle jednoho kritika „přivedl svět do Newarku“.

### 1899–1906 Pokroky jeho umění

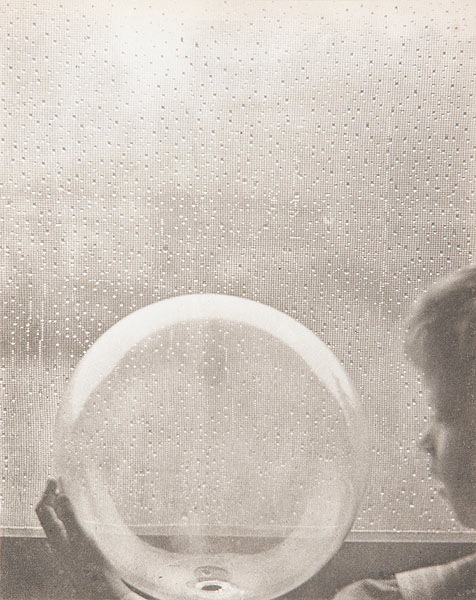
Dešťové kapky, 1903

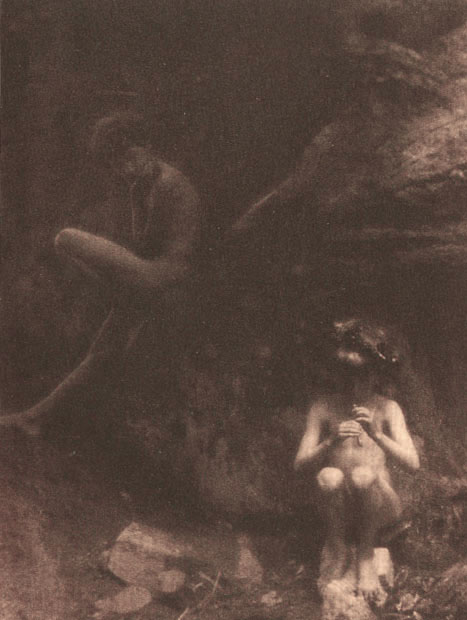
Pipes of Pan, 1905

V roce 1899 byl White již tak dobře známý, že měl vlastní samostatnou výstavu v obou klubech – Camera Club of New York a také v Boston Camera Clubu, a také vystavoval v londýnském fotografickém salónu London Photographic Salon organizovaném společností The Linked Ring. Když Newark Camera Club uspořádal velkou výstavu piktorialistické fotografie, vystavoval White svých 135 děl. Tato výstava byla později nainstalována v muzeu Cincinnati Art Museum. Kromě této série výstav vyšla jedna z Whiteových jednoduchých rodinných kompozic, portrét jeho syna Maynarda, ve Stieglitzově novém žurnálu Camera Notes.
Téhož roku zemřel Whiteův otec v relativně mladém věku 52 let. Jeho smrt zřejmě neovlivnila ani Whitea ani jeho zájmy; White pokračoval v pořádání výstav, zatímco cestoval na středozápad a východní pobřeží, kde portrétoval přátele a zákazníky. Na jedné z těchto cest navštívil město Terre Haute v Indianě, kde se seznámil se socialistickým vůdcem Eugenem Debsem. Stali se blízkými přáteli a kromě toho se spřátelil také s dalšími socialistickými vůdci, včetně Clarence Darrowa, Stephena Mariona Reynoldse nebo Horace Traubela a po mnoho let si vyměňovali korespondenci a kdykoli byli společně ve stejném městě, vedli spolu dlouhé filozofické diskuse. Whiteova víra v socialistické hodnoty byla jednou z mála témat jiných než fotografie, pro které projevil takové nadšení. Po delší návštěvě Reynoldse White napsal: „Nikdy jsem nestrávil týden tak plný inspirace, aniž bych použil fotoaparát“. Jeho rodina, „přesvědčených republikánů“ doufala, že tento zájem bude jen dočasný, ale White sympatizoval s touto vírou po celý svůj život.
V roce 1900 se White stal členem umělecké skupiny The Linked Ring, a stal se jak porotcem tak i vystavovatelem na fotografickém salónu v Chicagu a na třetím fotografickém salonu ve Filadelfii. Je pravděpodobné, že se díky Whiteovi podařilo uskutečnit schůzku Edwarda Steichena se Stieglitzem. White poskytl Steichenovi úvodní dopis a trval na tom, aby se s ním Stieglitz brzy sešel. Steichen se na cestě do Paříže zastavil v New Yorku a se Stieglitzem se stali dlouholetými přáteli a kolegy. Ve stejné době uspořádal F. Holland Day přes Stieglitzův nesouhlas významnou výstavu v Londýně nazvanou The New School of American Photography (Nová škola americké fotografie). Na výstavu byly zařazeny také více než dvě desítky Whiteových fotografií a stejná výstava byla později k vidění v Paříži a v Německu. Ve svých spisech Day psal: „Pan White je jediný mně známý člověk, který si vybral kameru jako médium svého výrazu.“
Přibližně ve stejné době White napsal Stieglitzovi: „Uvědomil jsem si, že umělecká fotografie je mým životním posláním a jsem připraven žít velmi jednoduchý život s mou malou rodinou, abych to zrealizoval.“ Jeho slova byla velmi prorocká, protože celý život finančně bojoval. Byl známý jako chudý podnikatel a skvělý fotograf.
O několik měsíců později začal Stieglitz tušit rostoucí počet fotografů, kteří sdíleli stejné přesvědčení o umělecké stránce fotografie a v roce 1902 založil skupinu Fotosecese, první organizaci v Americe na podporu piktorialismu a výtvarné fotografie. Pozval Whitea a 10 dalších fotografů, aby se stali „charterovými členy“, i když Stieglitz sám přísně kontroloval co skupina dělala. Začal okamžitě plánovat, jak práci nové organizace nejlépe podpořit a během krátké doby uspořádal v National Arts Clubu skupinovou výstavu fotografií, včetně několika Whiteových snímků. Brzy poté Stieglitz založil další časopis, který nazval Camera Work, aby dále publikoval práce členů Fotosecese. White měl pět svých fotografií v červencovém čísle roku 1903 a pět v lednovém 1905. Být součástí Camera Work a být členem Fotosecese znamenalo, že White se stal jedním z blízkých Stieglitzových přátel v době, kdy byl Stieglitz považován za jednoho z největších propagátorů umělecké fotografie na světě.
V té době bylo použití fotografií k ilustraci literatury novým a neprověřeným jevem, ale od roku 1901 White realizoval tři různé projekty ilustrace literárních děl. Nejprve poskytl snímky pro knížku Eben Holden Irvinga Bachellera, která se stala celostátně nejprodávanější. Dále pak ilustroval druhou knihu básní Songs for All Seasons svého strýce Ira Billmana a článek Beneath the Wrinkle pro americký ilustrovaný měsíčník McClure's Magazine, oboje v roce 1904.
Až do té doby White podnikal všechny své fotografické aktivity a zároveň stále pracoval ve Fleek and Neal v Newarku. V důsledku nedávných ohlasů se nakonec rozhodl, že bude schopen se uživit fotografií. Ukončil práci účetního a začal se živit pouze jako profesionální fotograf. Napsal svému příteli F. Hollandovi Dayovi: „Takhle se to stalo – konec v 17:00 a v 19:30 už jsem byl připraven začít v Chicagu, kam mě volal pan Darrow, abych ilustroval jeho knihu… Očekávám, že budu moci dělat věci, na které už nějakou dobu myslím, a těch pár věcí, které mi přijdou do cesty – v důvěře a v něžném milosrdenství.“
Brzy poté White získal Zlatou medaili na prvním Mezinárodním salonu umělecké fotografie v Haagu a několik jeho fotografií bylo na zahajovací výstavě členů Photo-Session ve Stieglitzově nové Galerii 291.
Zatímco Whiteův život stále byl hektický, dokázali si se svou manželkou najít v létě čas na krátký odpočinek v Maine. Fred Hollande Day je každý rok zval, aby s ním strávili několik týdnů u jeho chaty v Little Good Harbour na ostrově Georgetown v Maine. Od roku 1905 se stal tento výlet každoroční akcí a únikem od letních veder a obchodních starostí. Umožnil Whiteovi soustředit se pouze na jeho práci. Oba snímky The Pipes of Pan (1905) a The Watcher (1906) vznikly během pobytu v Maine.

### 1906–1913: New York a profesionální kariéra

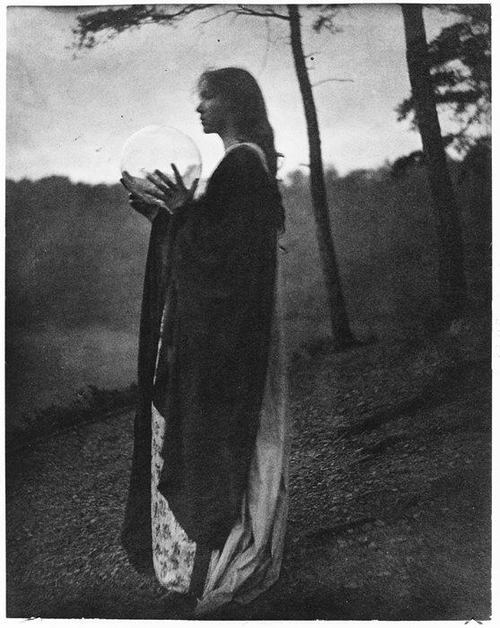
Bublina, 1898

Někdy na počátku roku 1906 se White rozhodl opustit Newark a přestěhoval se do New Yorku. Jeho manželka a on se spřátelili s fotografy východního pobřeží, se kterými společně vystavovali své práce, včetně Stieglitze, Daye, Käsebierové, Steichenem a Eugenem, a tato rozsáhlá rodina a umělecké propojení nahradilo malou skupinku podobně smýšlejících přátel, kterou měli v Newarku. V centru těchto vztahů stál Stieglitz, který nedávno vytvořil „opojnou sirénu Fotosecese a Malé galerie.“
Když se chystalo stěhování, paní Whiteová se dozvěděla, že je těhotná. A protože počáteční měsíce byly pro ni obtížné, bylo rozhodnuto, že zůstane v Newarku zůstane až do narození dítěte. V září se White přestěhovala do New Yorku se svými dvěma syny a ovdovělou matkou, která se o chlapce starala dokud nepřijela jejich matka. Jejich třetí syn Clarence Hudson White junior se narodil v lednu 1907. Vzhledem k obtížnému těhotenství zůstala paní Whiteová v Newarku až do června téhož roku.
Rok 1907 byl ve Whiteově kariéře jedním z nejdůležitějších. Arthur Wesley Dow, velmi vlivný malíř, fotograf a učitel, předsedal katedře umění na Kolumbijské univerzitě. Dow, který Whitea znal nejméně pět let, jej požádal aby se na částečný úvazek stal asistentem v oboru umělecké fotografie na Teachers College, která byla součástí Kolumbijské univerzity. To bylo silným svědectvím o mezinárodním uznání Whiteova umění, protože White neměl umělecké středoškolské vzdělání a nikdy neměl výtvarné vzdělání jakéhokoli druhu. Brzy si zamiloval svou novou profesi, která mu nakonec poskytla skromný, ale stabilní příjem a zároveň ho zbavila starostí s řízením podniku (White byl notoricky laxní v účtování a evidenci klientů).

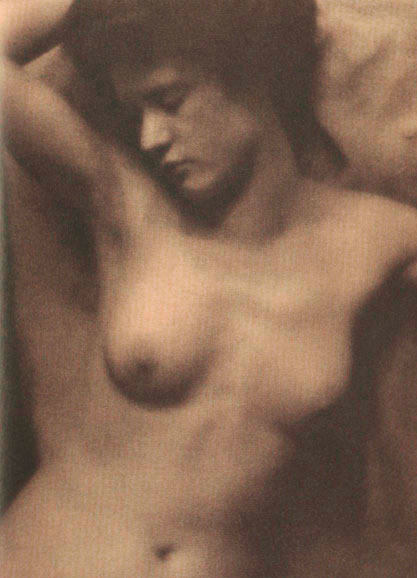
Torzo (Miss Thompson), 1907, spolupráce White a Stieglitz

Během téhož roku podnikli White a Stieglitz umělecký experiment, ve kterém společně vytvořili sérii fotografií dvou modelek: Mabel Cramerové a druhé známé jako Miss Thompson. Stieglitz navrhoval kompozici modelek, White umisťoval a zaostřoval kameru a jeden nebo druhý z nich stiskl spoušť. White také vyvolával negativy a tiskl fotografie. Jedním ze záměrů experimentu bylo vyzkoušet různé tiskové techniky a papíry, včetně platinotisku, stříbro-želatinového tisku nebo gumotisku. Několik kopií podepsali monogramem, který kombinoval jejich iniciály. Během této spolupráce se White od Stieglitze naučil barevný proces autochrom. Stieglitz se právě vrátil z Evropy, kde získal technické znalosti o tomto procesu francouzských bratrů Lumièrů. White a Stieglitz během této doby vytvořili společně minimálně jeden autochrom, který vystavovali později v průběhu roku.
V roce 1908 Stieglitz pokračoval ve svém obdivu k Whiteovi tím, že mu věnoval celé vydání Camera Work, kde otiskl také jeho 16 fotografií. Bylo to pouze třikrát, kdy se Stieglitz rozhodl udělit tuto čest jednomu fotografovi (další byli Steichen a Coburn).
White byl jako učitel na Kolumbii velmi dobře přijat, v roce 1908 byl jmenován instruktorem na Brooklynském institutu umění a vědy (nyní známý jako Brooklynské muzeum). Tuto funkci zastával dalších 13 let, a to i při práci ve vlastní škole a při výuce individuálních workshopů.
Při návštěvě Hollanda Daye v Maine v roce 1910 White našel malou, rozbitou chatu poblíž Dayovy chaty a přesvědčil jejího majitele, aby mu jí prodal téměř za pakatel. Pak si koupil malý pozemku poblíž a nechal na něj chatku přestěhovat. Poté, co byla chata přestavěna a rozšířena, White na tom místě založil Seguinland School of Photography. Jméno Seguinland vzniklo podle nedalekého hotelu a byla to první nezávislá fotografická škola v Americe. White požádal svého přítele Maxe Webera, aby vyučoval s ním a jeho kolegové Day a později Käsebierová hodnotili studentské práci na konci každého letního semestru. Přitaženi Whiteovou pověstí a skromnými školnými náklady přišli první studenti z New Yorku, Philadelphie, Baltimoru, Chicaga, Los Angeles, Ekvádoru a Egypta. Jedno-, dvou- nebo čtyřtýdenní relace stály 20, 30 nebo 50 amerických dolarů. V souladu s Whiteovou povahou studenti v Seguinlandu užívali neformální, rodinnou atmosféru, ve které White se svou manželkou brali své studenty na pikniky a výlety podél pobřeží. Seguinland fungoval do roku 1915, kdy odpovědnost za běh nově zřízené školy v New Yorku přemohla jeho finanční schopnost udržet školu v Maine.
Také v roce 1910 hlavně Stieglitz úsiloval o velkou výstavu umělců Fotosecese v Albright Gallery v Buffalu (nyní známá jako galerie Albright-Knox Art Gallery). Zatímco výstava byla oznámena jako skupinová aktivita Fotosecese, Stieglitz odmítl ostatním dovolit rozhodovat o tom, kdo bude na výstavě zařazen a jak bude vystaven. Stieglitz, známý svou dominancí a dogmatickým přístupem k fotografii, svou vlastní jednostrannou autoritou uskutečnil své činy v minulosti, ale v tomto případě pro několik blízkých přátel zašel příliš daleko. Nejdříve Käsebierová, pak White a nakonec Steichen, svůj vztah se Stieglitzem ukončili. Každý zmiňoval Stieglitzovo nadřazené ego, jeho odmítání uvažovat o ostatních názorech a jeho opakovaných činech jménem Fotosecese bez konzultace s takzvanými „členy“ skupiny.
Stieglitz na tyto požadavky a zejména na Whiteův odchod reagoval svým obvyklým antagonistickým způsobem. Během krátké doby dodal Whiteovi většinu negativů a tisků, které společně vyrobili v roce 1907. Rozkol mezi nimi byl tak hluboký, že Stieglitz napsal Whiteovi „Jedna věc, kterou požaduji… je to, že mé jméno nebude zmiňováno v souvislosti s Tebou a s tisky nebo negativy… Bohužel nemohu vyhladit minulost…“

### 1914–1920: Učitel a leader

#### Škola moderní fotografie

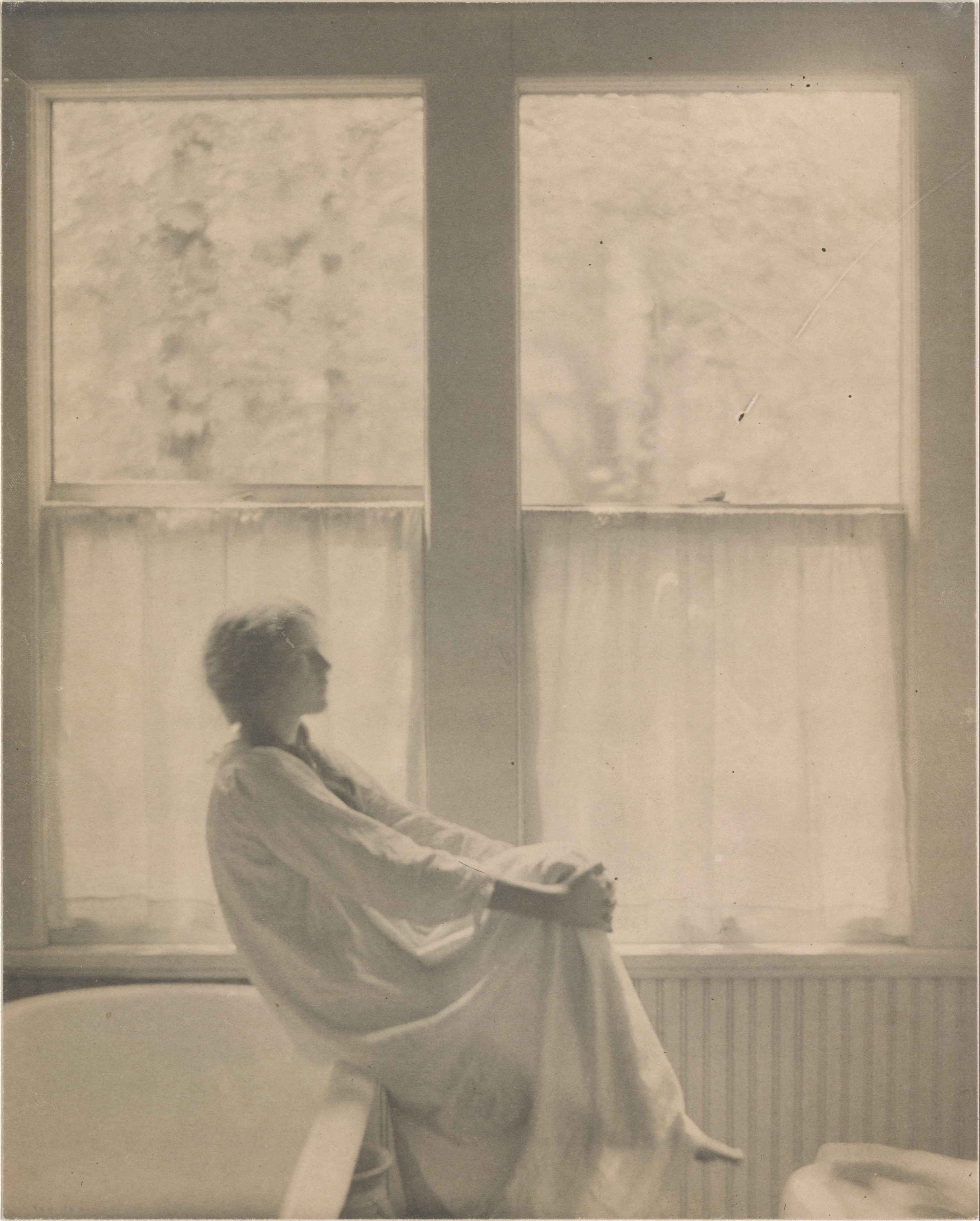
Morning – The Bathroom, 1906

Povzbuzen úspěchem školy Seguinland School a jeho nově nalezenou svobodou jednat mimo Stieglitzův stín, White založil v roce 1914 vlastní fotografickou školu Clarence H. White School of Photography. White požádal malíře Maxe Webera, aby se k němu připojil, spolu s Paulem Lewisem Andersonem. White učil studenty fotografický styl a interpretaci, Weber učil design, kompozici a teorii umění a Anderson technické aspekty kamer a vybavení. Jane Whiteová se ujala role správkyně, účetní, sociální ředitelky a zprostředkovatelky pro každodenní úkoly svého manžela.
Mezi jeho žáky za celou dekádu patřili studenti, ze kterých se časem stali významní fotografové, například Dorothea Langeová, Margaret Bourke-Whiteová, Anne Brigmanová, Paul Outerbridge, Anton Bruehl, Laura Gilpin, Ralph Steiner, Margaret Watkinsová, Doris Ulmannová nebo Karl Struss. Whiteova škola byla velmi úspěšná. Přednášeli zde také fotografové Edward Steichen a Paul Strand.
Jedním z důvodů jeho úspěchu byl Whiteův přístup k výuce. Zdůrazňoval osobní vizi a styl nad každou konkrétní školou nebo hnutím. Studentům byly přiděleny „problémy“ a byli požádáni, aby vytvořili obrazy, které evokovaly určitý koncept nebo pocit, jako například „nevinnost“ nebo „díkůvzdání“. Také požadoval, aby studenti experimentovali, podobně jako on a Stieglitz, aby vytvářeli několik druhů výtisků stejného obrazu. Ze třiceti hodin výuky nabízených každý týden ve škole, 14 hodin zabral společný předmět „Umění fotografie“, který učil White. Během těchto přednášek White zdůrazňoval, že hlavní prioritou, kterou se jeho studenti museli naučit, je „schopnost vidět.“ Nikdy mezi svými studenty nepodporoval ani nedovolil konkurenci porovnáním práce jednoho s druhým. K práci každého člověka se přistupovalo jen a pouze ve vztahu k tomuto člověku.
Tento koncept uplatňoval bez ohledu na konečný zájem studenta. White pochopil, že ne všichni jsou umělci. Škola zacházela „s fotografií nejen jako s výtvarným uměním, ale také jako s uměním praktickým, které je nepostradatelné pro moderní obchod a průmysl“. Někteří z jeho studentů po škole pokračovali v žurnalistice, reklamě, průmyslu, lékařství nebo vědeckých profesích.

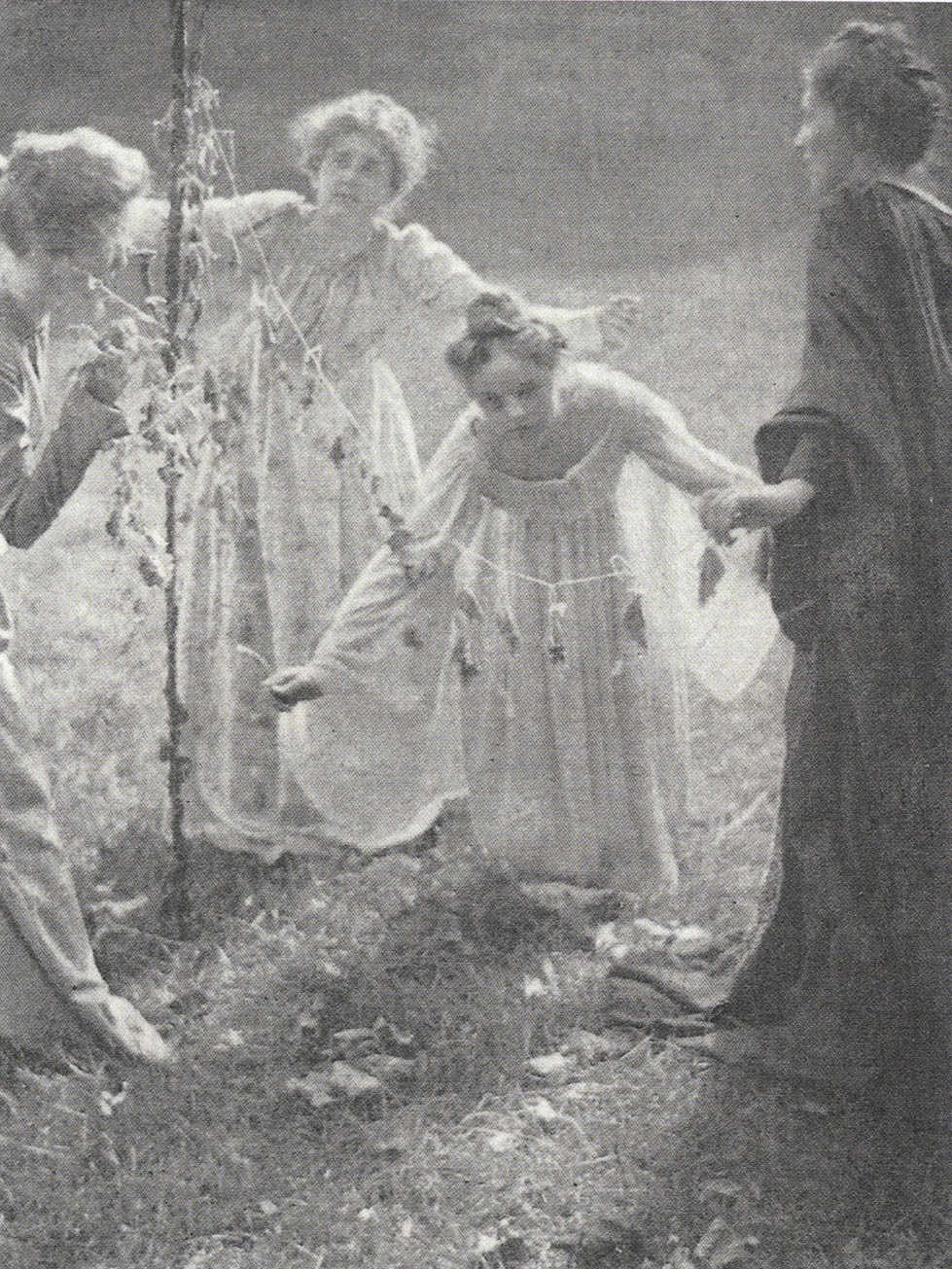
May Pole, 1899

White byl ve škole známý svými týdenními komentáři k práci studentů. Byl “soucitný, přesto však hledal kritiku, aby jim věrně ukázal, jak byli slabí, ale přesto jim dodával odvahu a sílu.” Jeho studentka Marie Riggin Higbee Averyová shrnula, co se tam stalo, když řekla: „Přísnost naší výuky, spolu s nezkrotným [sic] duchem pěstovaným v každém z nás, následkem učení Clarence Whitea, bylo nést nejslabší ze skupiny na místa velkých poct ve světě fotografie.“
Stejně důležité pro učení byly mimoškolní aktivity, které White navrhl k doplnění výuky. V pátek večer měl přednášku hostující lektor, například Stieglitz, Steichen, Paul Strand nebo Francis Bruguière. K přednášení později pozýval také absolventy své školy: Paula Outerbridgeho, Doris Ulmannovou nebo Antona Bruehla.
Jedním z charakteristických znaků Whitea jako učitele bylo povzbuzení žen fotografek. White hledal a osobně učil mnoho ctižádostivých fotografek, které našly svou otevřenost vůči různým stylům a technikám přesně to, co hledaly v době, kdy většina mužů měla velmi autokratické názory. Ralph Steiner vzpomínal: White „netlačil tvrdě na absolutní dokonalost, ale vždy našel něco, co pochválil, [což] mu přineslo úctu mnoha dam.“ V roce 1915 bylo ve škole zhruba dvakrát více žen než mužů. Tento poměr se do třicátých let 20. století příliš nezměnil.
Whiteovo povzbuzování žen bylo absolutním kontrastem se Stieglitzem, kvůli jeho „paternalistickým a sexistickým postojům“ se mu vyhýbaly mnohé vynikající fotografky své doby. Po Whiteově smrti Stieglitz shrnul své postoje v dopise Kuehnovi: „Jeho žákyně – nedopečené diletantky – ani jediný skutečný talent…“
Po několika letech tvořili většinu instruktorů Whiteovy školy bývalí studenti. V roce 1918 Charles James Martin, bývalý student Whitea z Kolumbijské univerzity, převzal přednášky ve škole, když odešel Weber. Margaret Watkinsová, raná studentka, se stala známou svou tvrdou kritikou technických aspektů fotografií, když učila od roku 1919 do roku 1925. Mezi dalšími studenty, kteří se vypracovali na lektory patřili Margaret Bourke-Whiteová, Bernard Horne, Arthur Chapman, Anton Bruehl, Robert Waida nebo Alfred Cohn.
V letech 1921–25 škola nabízela letní semináře jak v New Yorku, tak v Canaanu v Connecticutu. Letní semináře se vrátily krátce v letech 1931–33 do Woodstocku, ale potom všechna výuka probíhala v New Yorku.

#### Pictorial Photographers of America

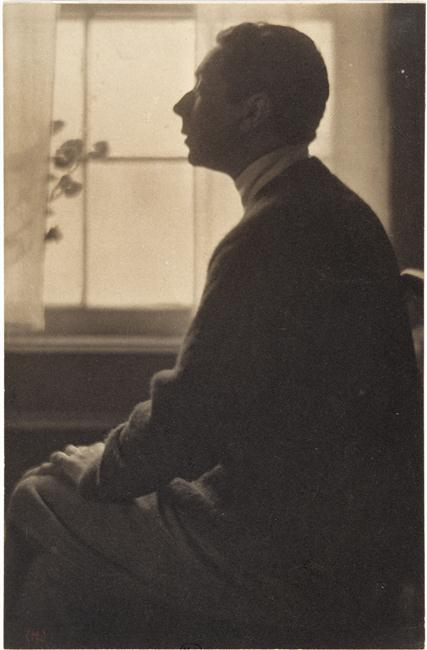
Adolf de Meyer, asi 1904

Začátkem roku 1916 založili White společně s kolegy Gertrudou Käsebierovou, Alvinem Langdonem Coburnem, Karlem Strussem a Edwardem Dickinsonem národní fotografickou organizaci Pictorial Photographers of America (PPA), která byla zaměřena na propagaci piktorialistické fotografie. Kromě toho se přátelil s fotografem českého původu Drahomírem Josefem Růžičkou, který na založení této organizace měl také vliv. Stejně jako Fotosecese, PPA sponzorovala výstavy a vydávala časopis. Na rozdíl od Fotosecese se PPA vědomě zdržovala exkluzivity a obhajovala používání piktorialistické fotografie jako média pro uměleckou výchovu. Během dvacátých let PPA začala přijímat jiný styl fotografování a začala přinášet “pluralismus do piktorialismu”.
Podobně jako ve své škole, White se ujistil, že PPA je otevřená ženám a že byly zahrnuty do její správy. Käsebierová byla první čestnou viceprezidentkou organizace a ženy byly v jejím výkonném výboru, nominačním výboru a Radě čtyřiceti (Council of Forty), která obsahovala zástupce z celé země. Podle první výroční zprávy PPA v roce 1917, představovaly ženy 45% členů organizace.
White sloužil jako první prezident asociace, ve funkci byl od roku 1917 do roku 1921. Z předsednictví odstoupil, protože věřil, že organizace ze změny bude mít prospěch. Během příštích několika let se výroční zasedání PPA konalo během letních seminářů Whiteovy školy v Connecticutu.
V roce 1921 se PPA spojila s aliancí Art Alliance of America, klubem Art Directors Club, institutem American Institute of Graphic Arts, společností New York Society of Craftsmen a společností Society of Illustrators a všichni společně otevřeli budovu známou jako centrum Arts Center. Účelem nové budovy bylo umožnit různým organizacím, aby pravidelně spolupracovaly a poskytovaly místo, kde „vzrostl veřejný standard užitého umění“. White věřil, že budoucnost fotografie je úzce svázána s tehdejším rychle rostoucím oborem ilustrací časopisů a netrvalo dlouho a přednášky v Uměleckém centru byly prezentovány s tituly jako „Piktorialistické principy aplikované na architektonickou fotografii“ nebo „Co může fotografický časopis udělat pro piktorialistického fotografa“.

### Stáří: 1920–1925
První světová válka byla pro Whitea velmi těžkým obdobím, protože nebyla v souladu s jeho socialistickými hodnotami. Válka jakéhokoli druhu odporovala jeho víře a usiloval během tohoto období o to, jak má reagovat, když tak velká část země válku podporovala. Jeho rodinný život čelil krizi, když se jeho synové Maynard a Lewis zapsali do armády. Lewis byl rychle propuštěn kvůli vadě srdce, ale Maynard zůstal ve službě až do konce války. Kromě toho byl jeho kolega Karl Struss poslán do zajateckého tábora kvůli svému německému původu.
Aby se White zbavil těchto problémů, věnoval se více než kdy jindy svému učení. Během tohoto období sám fotografoval zřídka a mnoho jeho kolegů na tom bylo podobně. Snad proto, že toužili po něčem, co by jim připomnělo, jak se věci dělaly před válkou. White a Stieglitz postupně usmiřovali mnohé ze svých rozdílných názorů. To bylo jediné světlé místo v jinak obtížném období. V roce 1923 White napsal Stieglitzovi: „Chápu, že (George) Seeley nedělá nic; Coburn také ne; Day leží nemocný v posteli. Nevím, jestli budu moci znovu něco udělat, ale doufám, že to jednou zkusím.“
Aby White posílil svého ducha a mohl hledat novou inspiraci, rozhodl se v létě 1925 odjet do Mexika. Cesta měla dva cíle. Za prvé to měla být školní praxe, několik studentů jelo s ním, za druhé pro Whitea možnost znovu začít fotografovat. Do Mexika přijeli začátkem července a na znamení jeho reputace a vlivu, ho téměř okamžitě navštívil mexický prezident Plutarco Elías Calles.
Tragédie udeřila 7. července, když White dostal infarkt poté, co pořídil několik svých prvních fotografií za poslední roky. Zemřel o 24 hodin později. Whiteovi bylo 54 let. Jeho syn Maynard přijel pro jeho tělo, které odvezl zpět do Newarku na kremaci a pohřeb. Závěrečného obřadu se mohli zúčastnit jeho rodina a přátelé z města.

## Po smrti

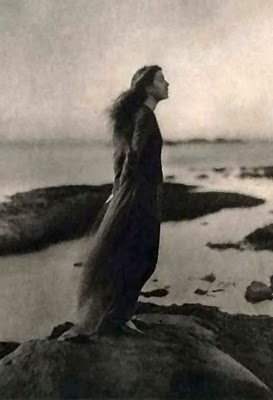
The Sea (Rose Pastor Stokes, Caritas Island, Connecticut), 1909

Přestože se White se Stieglitzem pokoušeli usmířit ještě před tím, než White zemřel, Stieglitz nikdy Whiteovi neodpustil, že se od něj v roce 1912 odtrhl. Když se Stieglitz dozvěděl o Whiteově předčasné smrti, napsal Kuehnovi: „Chudák White. Starost a trápení. Když jsem ho naposledy viděl, říkal mi, že se před dvaceti lety nedokázal vyrovnat (s životem stejně jako on). Varoval jsem ho, aby zůstal podnikat v Ohiu – New York byl pro něj příliš mnoho. Ale Photo-Session ho lákala. Ješitnost a ambice. Jeho fotografie šla k ďáblu. Navzdory těmto slovům měl Stieglitz v době své smrti ve své osobní sbírce 49 Whiteových fotografií, včetně osmnácti vytvořených společně s ním.
Škola pokračovala pod vedením Jane Whiteové až do roku 1940, kdy už neměla energii udržet krok s časově náročnou prací a množstvím studentů. Její syn Clarence H. White junior školu převzal a na krátkou dobu se mu podařilo počet studentů zvýšit. Nicméně špatně načasovaný přesun do větších čtvrtí, kde se studenti mohli ubytovat, se shodoval s mobilizací během druhé světové války a počet nových studentů klesl. Škola byla nakonec uzavřena v roce 1942.
V roce 1949 White junior dostal šanci zřídit oddělení fotografie na Ohio University a pokračoval ve stopách svého otce založením školy, která byla “na špičkové úrovni„. White junior zemřel v roce 1978 ve věku 71 let. Fotografická škola na univerzitě v Ohiu je nyní známá jako School of Visual Communication.

## Styl a technika

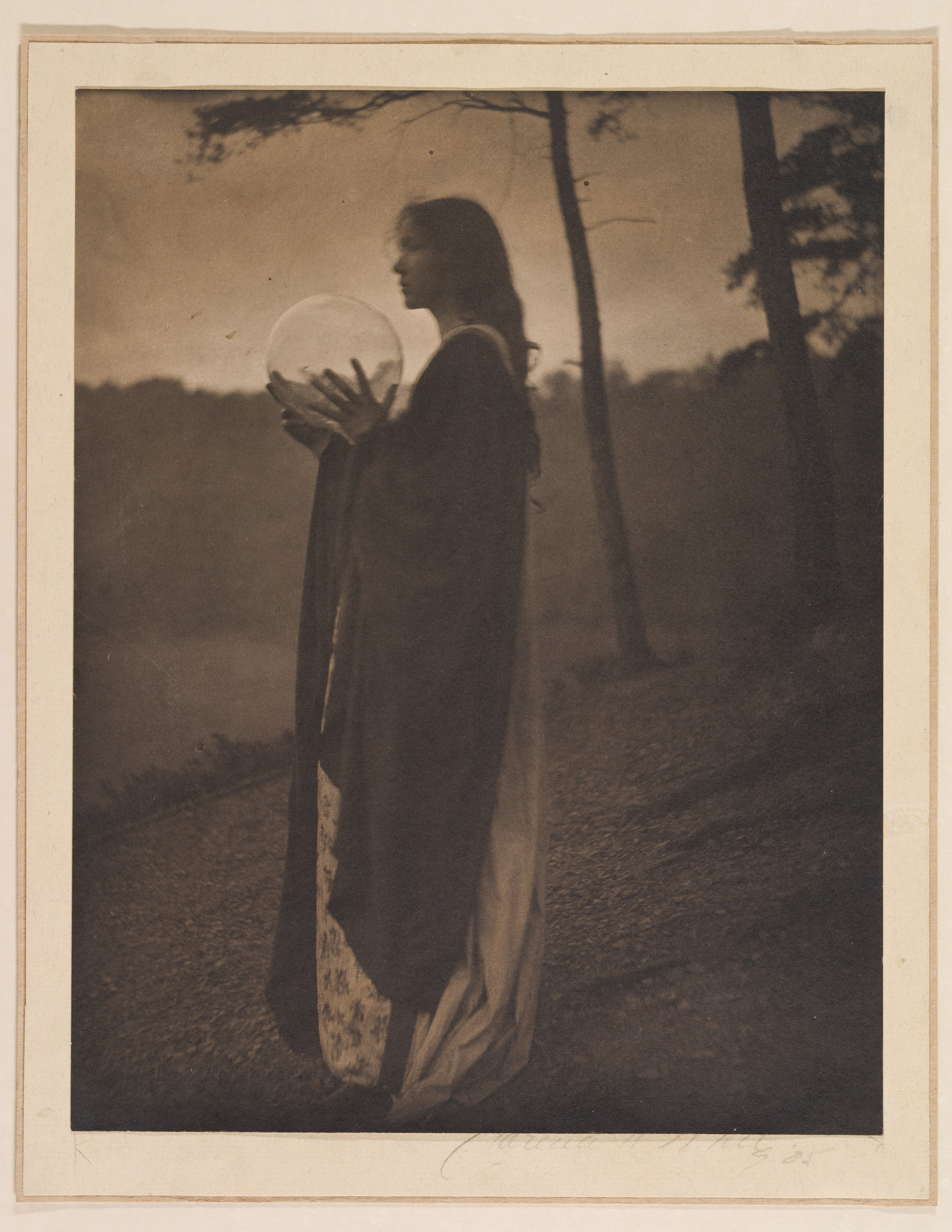
The Bubble (The Watcher), 1898, tisk 1905

Od začátku byla Whiteova vize silně ovlivněna kulturou a společenskými způsoby malého města v Ohiu. „Oslavoval elementární věci, čas strávený hraním na polích nebo v lesích, prosté potěšení z neuspěchaného života, hraní her v interiérových prostorech… White, vyrůstající ve velké rodině, který neznal nic jiného, neměl skutečný smysl pro ostatní společnost a jeho obrazy tak měly proti vnějšímu prostředí jakési opevnění, které bylo jeho soukromým eposem.“
White toto kulturní prostředí nutně potřeboval s mimořádným vykreslením světla. Vzhledem k velmi dlouhým hodinám strávených v účtárně, často od 7 do 18 hodin, šest dní v týdnu, White nejčastěji fotografoval své snímky hned po svítání nebo těsně před soumrakem. Jednou napsal: „Moje fotografie byly méně ostré než jiné a nemyslím si, že by to bylo kvůli objektivu, ani kvůli podmínkám, za kterých byly zhotoveny – nikdy ve studiu, vždy doma nebo venku v otevřených prostorách, a když venku, tak v denní době velmi zřídka vybrané pro fotografování.“ Sdílel také důvěrnou znalost svých modelů, kterými nejčastěji byli jeho manželka, její tři sestry a jejich vlastní děti.
Whiteovy fotografie však nebyly komponovány náhodně; pečlivě kontroloval ve svých scénách každý detail, někdy dokonce vytvářel pro své modely speciální kostýmy. Ve své mysli viděl přesně to, co chtěl, a pak to realizoval svým fotoaparátem. Říká se, že “White je nejvýznamnější v historii fotografie, protože ve svých raných letech předefinoval povahu tvorby obrazu, čímž vytvořil výrazně moderní idiom pro svůj vlastní čas… Snížil své kompozice na velmi jednoduché prvky formy a tím, že experimentoval s principy designu odvozené od Whistlera a japonských tisků, vytvořil osobitý styl, který byl ve fotografii jedinečný.
Peter Bunnell dále napsal: „Kvalita, která dělá Whiteovy fotografie nezapomenutelnými, má co do činění s formou i obsahem. Ve svých nejjemnějších obrazech je dispozice každého prvku, každé linie a tvaru, zvýšena na expresivní intenzitu, které se podařilo dosáhnout několika fotografům.“ White dokázal přeměnit smyslové vnímání světla na expozici nejzákladnějšího aspektu fotografie – doslovné materializace formy skrze světlo samotné, jeho otisky, většinou v platinovém médiu, vykazují bohatství, jemnost a světelnost tónu zřídka dosažené v dějinách fotografie.“
Zatímco White je většinou známý svými rodinnými scénami a portréty, jeho „… práce není žánr, protože nám skutečně říká jen velmi málo o zobrazených osobách nebo o světě, ve kterém žijí. Whiteovy subjekty jsou zřejmě právě tam, a tím to končí. Zdá se, že tu máme „čistou fotografii“, podobnou snad dřívějšímu „čistému obrazu“ devatenáctého století.“
Pokud jde o Whiteův styl, je důležité poznamenat, že zatímco téměř celý svůj život v letech 1906 až 1925 žil v New Yorku, na jeho fotografiích není nic, co by naznačovalo, že by tam někdy žil. Fotografie neobsahovaly žádné městské ulice ani lidi na nich, žádné budovy, mosty, lodě nebo automobily. Na rozdíl od většiny svých přátel fotografů se rozhodl ignorovat místo, kde žil, s výjimkou přístupu, který mu dal k propagaci jeho práce a k učení ostatních. I když byl pragmatický v potřebě vydělat si na živobytí a rozvíjet své umění, zůstal věrný svým kořenům svého malého města po celý život.
Po většinu svého života byl White při používání fotoaparátu a objektivů omezen finančně. Jednou prohlásil “Nejdůležitějším faktorem ve výběru [jeho vybavení] je limit 50.00 dolarů.” Po většinu času v Newarku používal fotografickou kameru 6 1/2" x 8 1/2" s portrétním objektivem Hobson 13".
Je známo, že White pracoval s následujícími procesy: platinotisk, gumotisk, palladiotisk, gumpalladiotisk, platina vyvolaná glycerolem, kyanotypie a platina potažená ručně. Jeho platinotisky využívaly soli platiny namísto stříbrných solí používaných v moderních platinových tiscích, což vedlo k většímu rozsahu a bohatství středních tónů.
White někdy vytiskl stejný negativ s použitím různých procesů, a v důsledku toho existují značné rozdíly v tom jak se některé jeho tisky objevují. Jeho platinotisky mají například hluboký purpurově hnědý tón, zatímco gumotisky mají odstín načervenalý. Fotogravury jeho obrazů v Camera Work, které považoval za skutečné tisky, byly neutrálnější, směřovaly k teplým černobílým tónům.
Před rokem 1902 White datoval své fotografie podle toho, kdy pořídil negativ, i když nemusel ve stejném roce udělat tisk. Svým pozdějším tiskům často přiděloval dvě data, jedno pořízení obrazu, druhé datum tisku.

## Citáty oWhiteovi
- „Myslím, že kdybych byl požádán, abych jmenoval nejjemnějšího a nejrafinovanějšího mistra fotografie, jmenoval bych jeho... Být skutečným umělcem ve fotografii, vyžaduje být umělcem také v životě a Clarence H. White byl takovým umělcem.“ Alvin Langdon Coburn.[68]
- „To, co přinesl fotografii, bylo mimořádné vnímání světla. The Orchard je světelná koupel. The Edge of the Woods je síla nepřítomnosti světla.“ Beaumont Newhall.[69]
- „Poetická vize a citlivá intuice Clarence Whitea produkovaly obrazy, které se hluboce ponoří do vědomí člověka.“ Edward Steichen.[70]
- „Každý, kdo se dostal pod jeho vliv, už se z něj nikdy nedostal.“ Stella Simonová, absolventka White School a prominentní fotografka.[48]
- „Clarenci H. Whiteovi, jednomu z mála, kdo chápal, co znamená a co je Photo-Session.“ Nápis memorabilia ve sbírce Photo-Session věnovaný Whiteovi Alfredem Stieglitzem.[71]
- „Ten muž byl dobrý učitel, velký učitel, a já si občas myslím, že si přeji, aby tu byl. Chci mu to ukázat. Není to zvláštní, že to zůstává s tebou?“ Dorothea Langeová.[72]

## Galerie

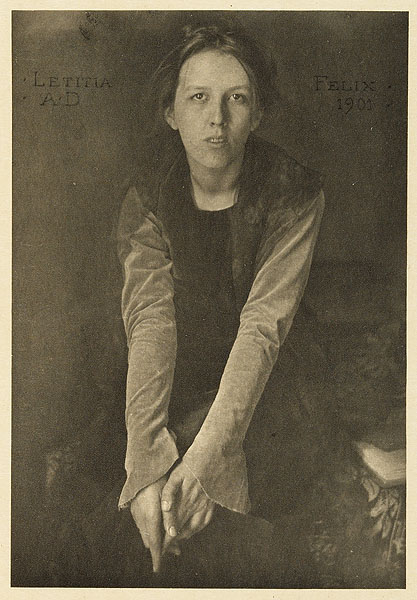
Portrét – Letitia Felix, 1897
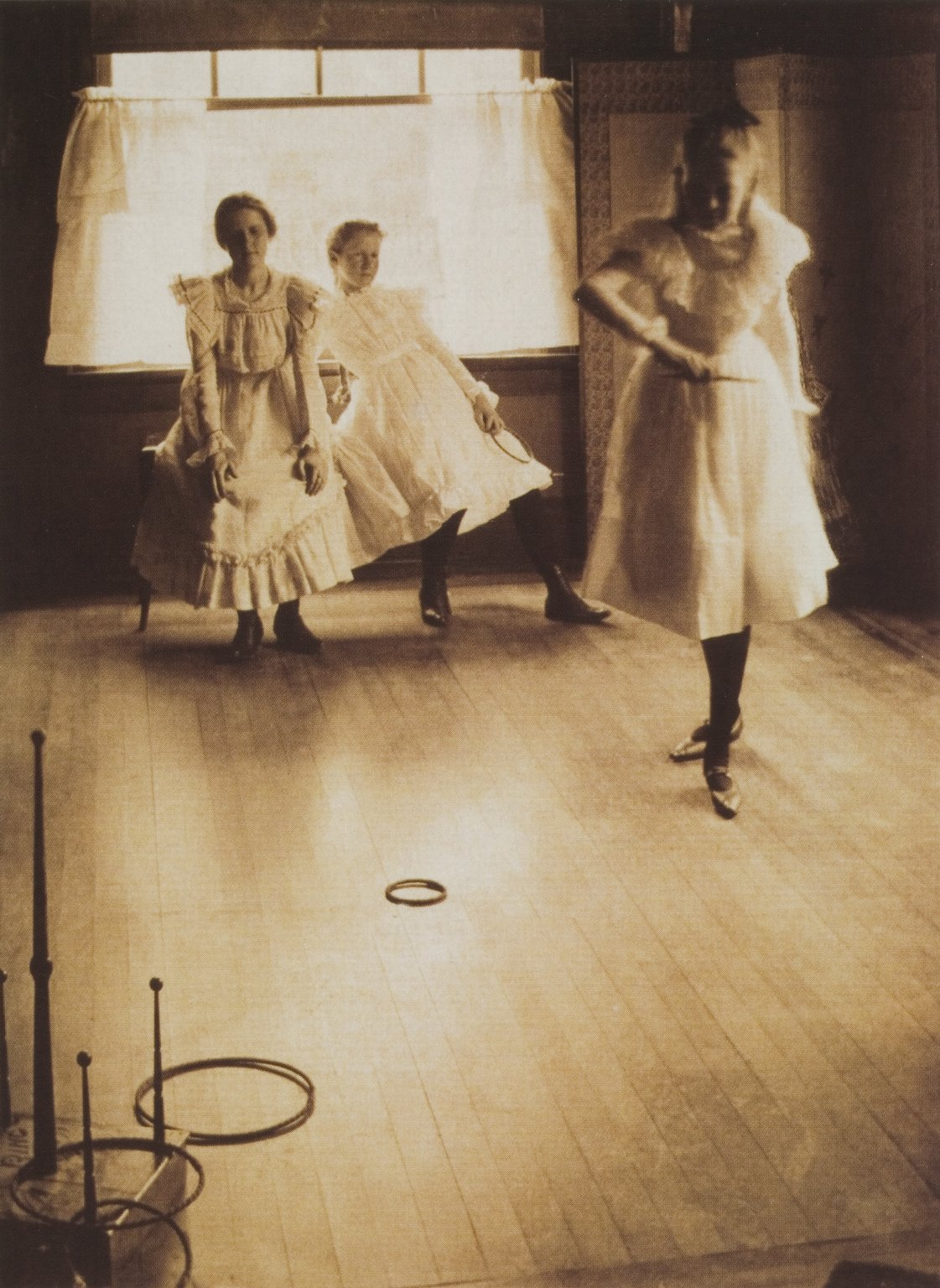
Ring Toss, 1899
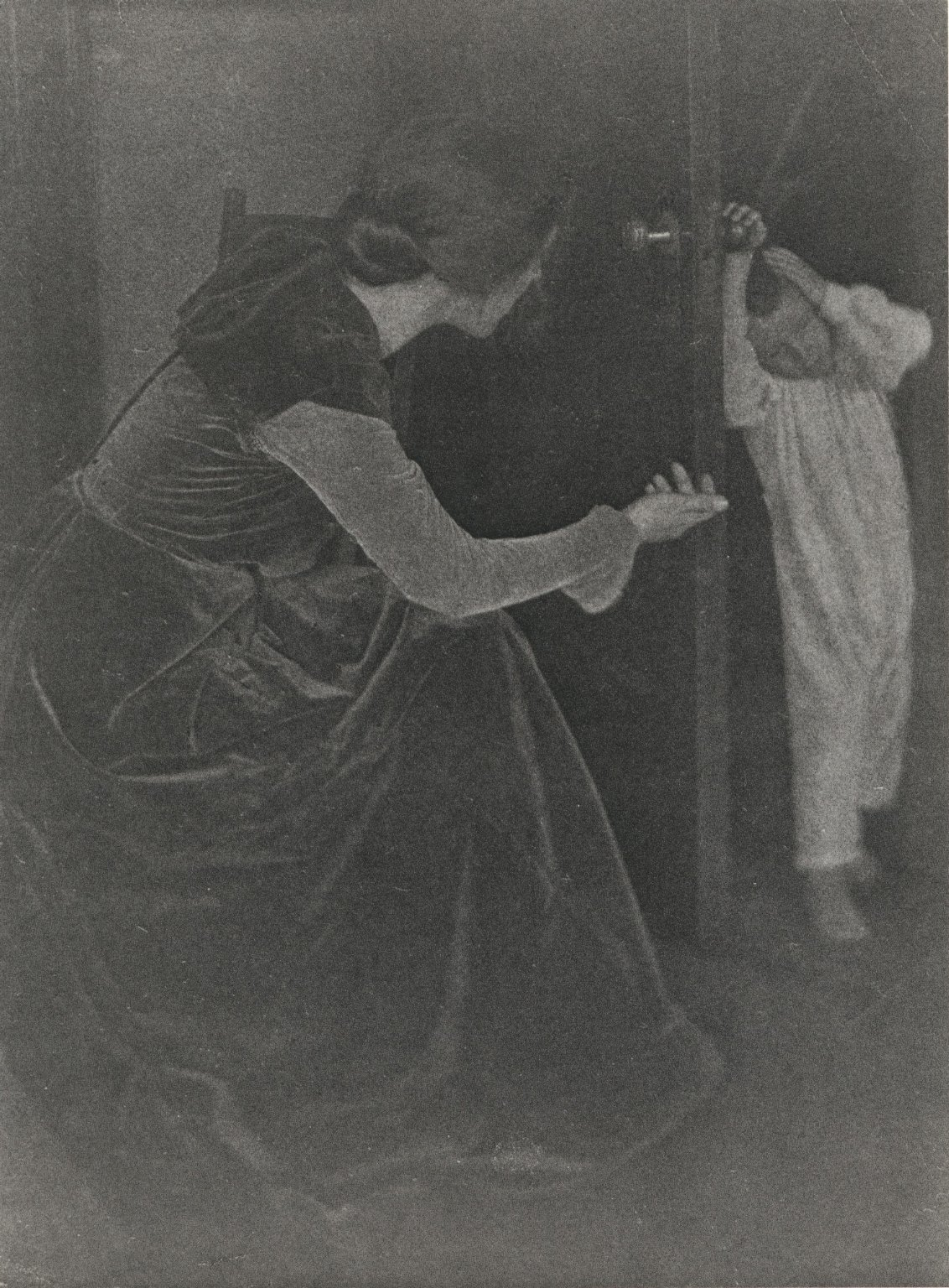
Bashful Child, 1899
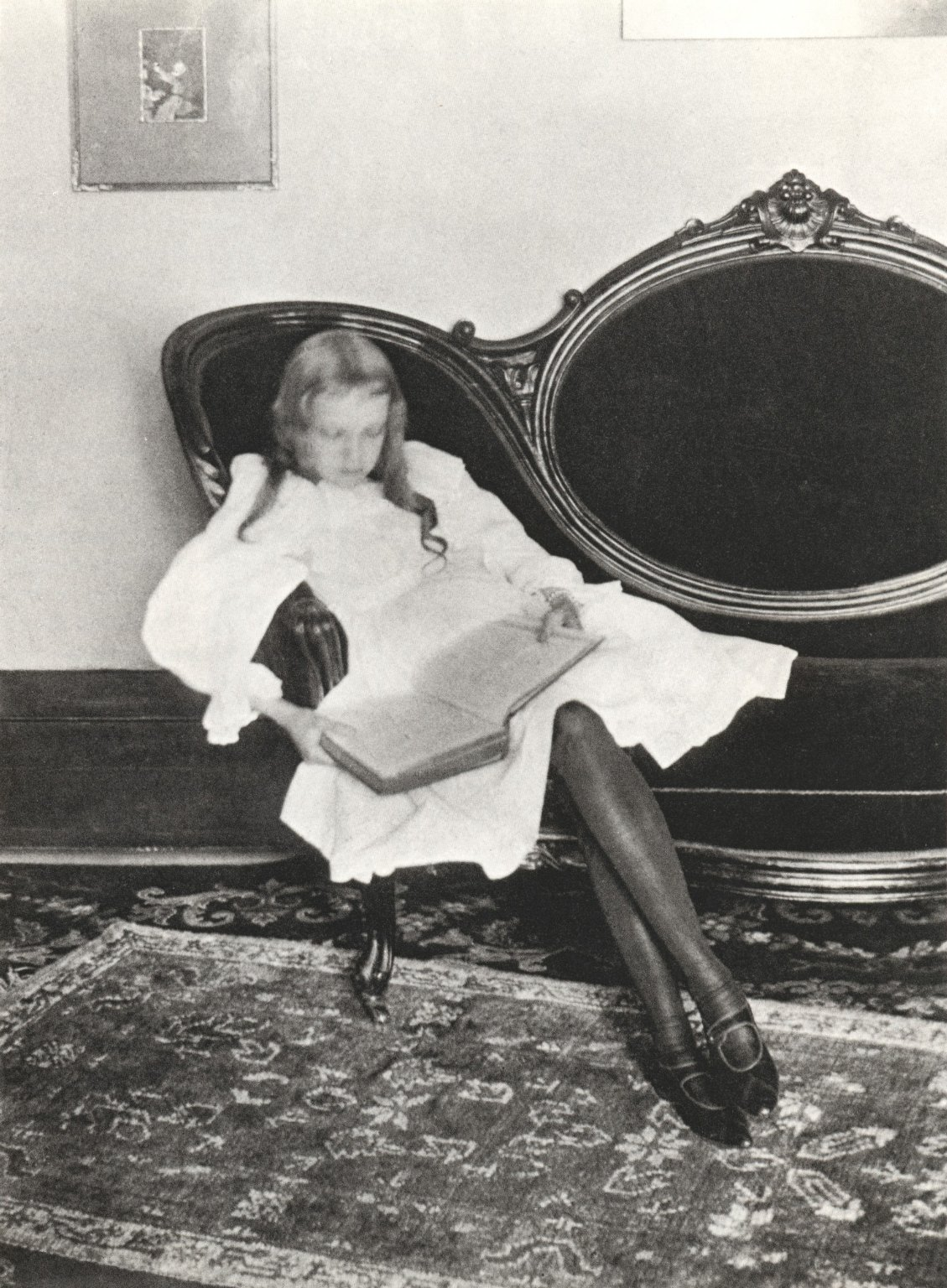
Miss Grace, 1898
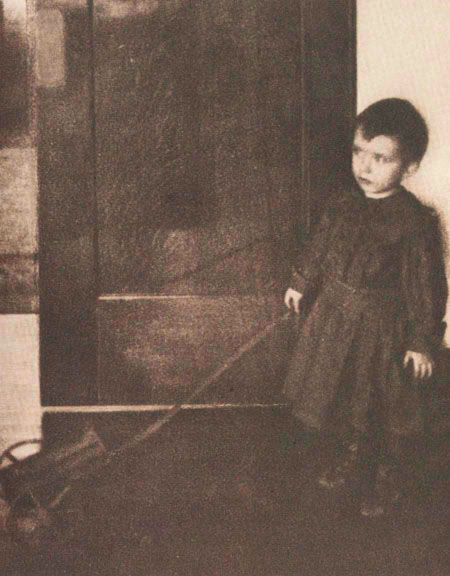
Boy with Wagon, 1898
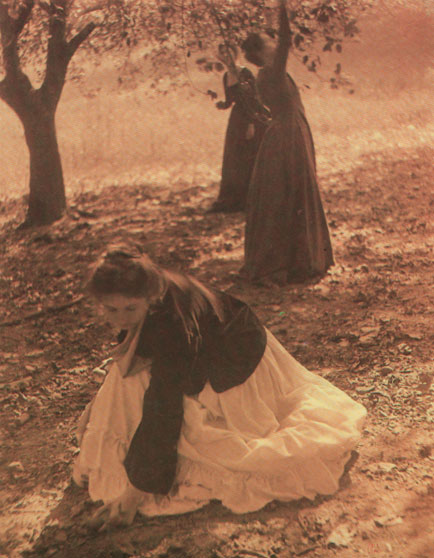
The Orchard, 1902
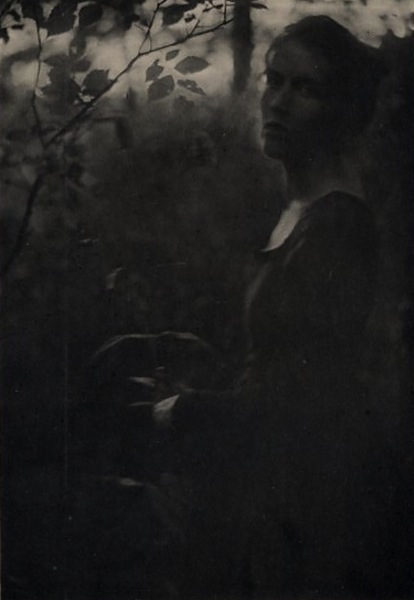
Edge of the Woods, 1900
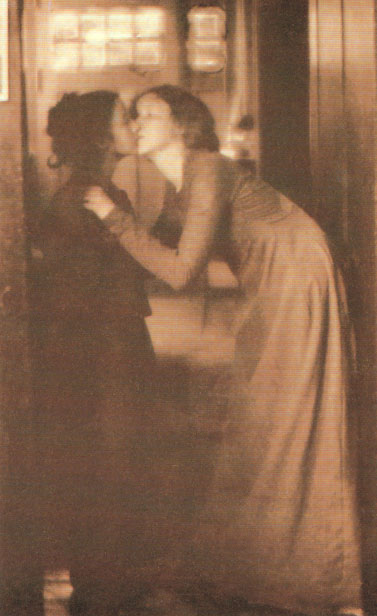
The Kiss, 1905
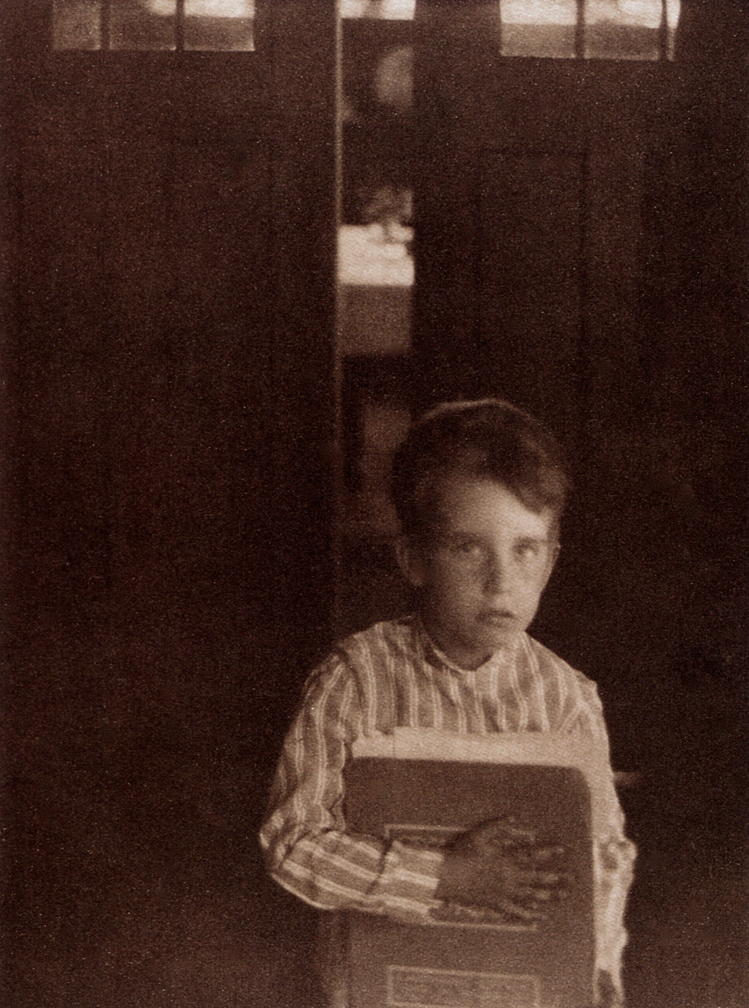
Boy with Camera Work, 1905
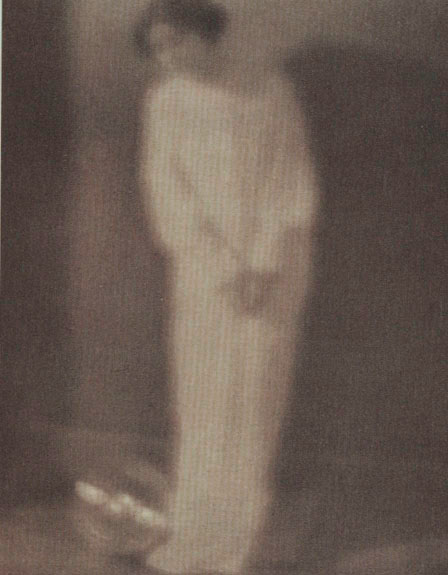
Experiment #27, společné dílo White a Stieglitz
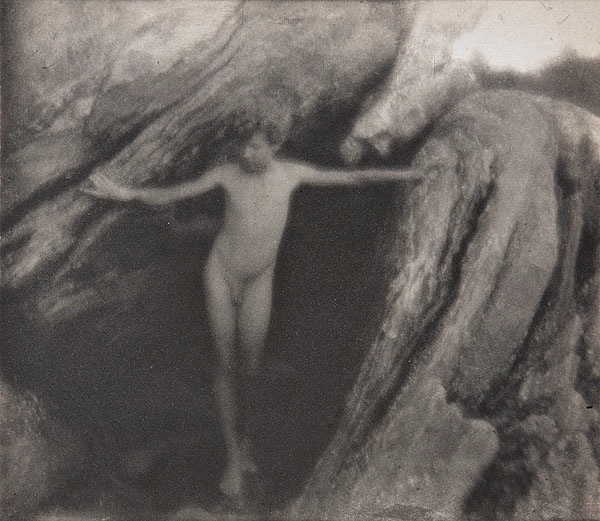
Nude, 1908
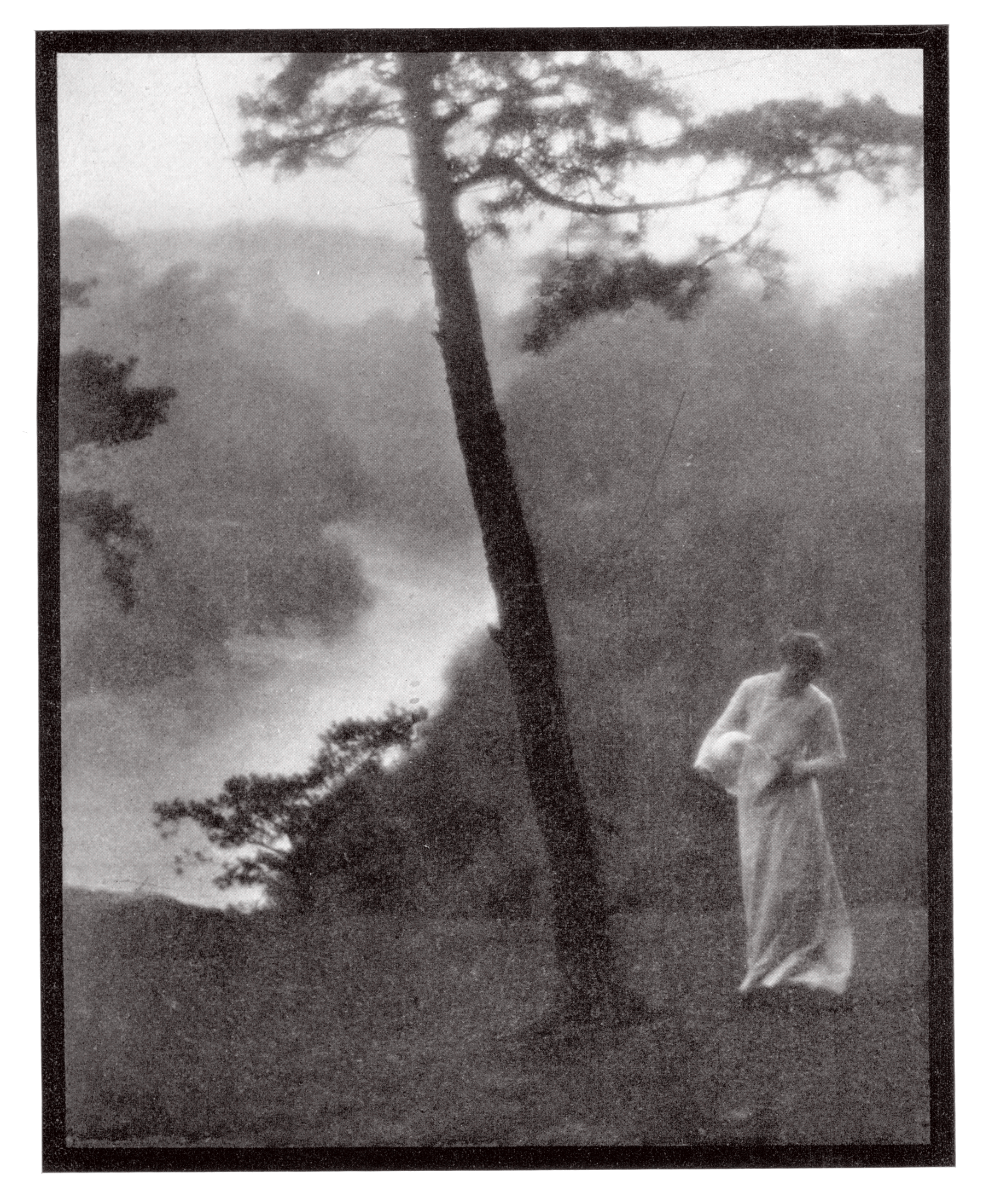
Krajina s postavou, 1908
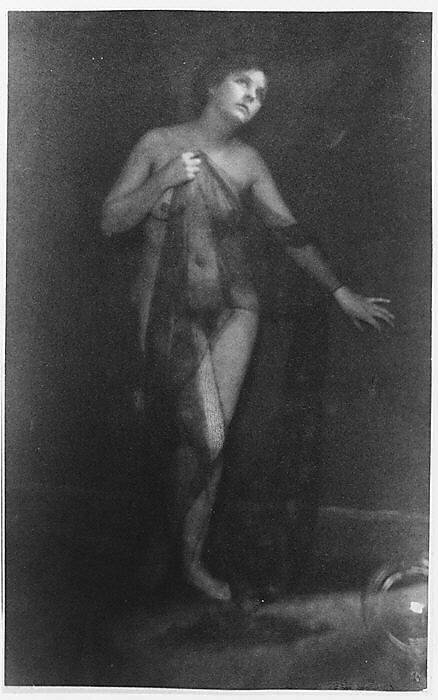
Standing Female Nude Partially Draped in Gauze, Stieglitz a White, 1907
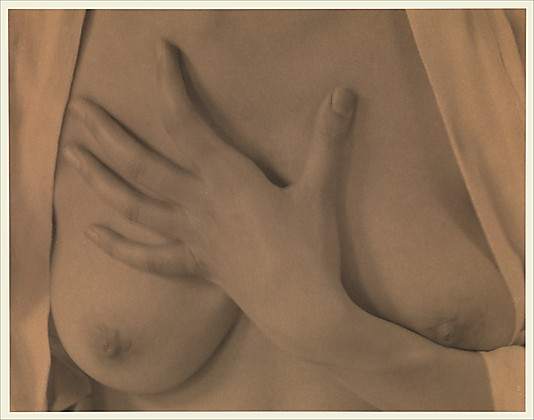
Georgia O’Keeffe, Hands and Breasts, Stieglitz a White, 1919
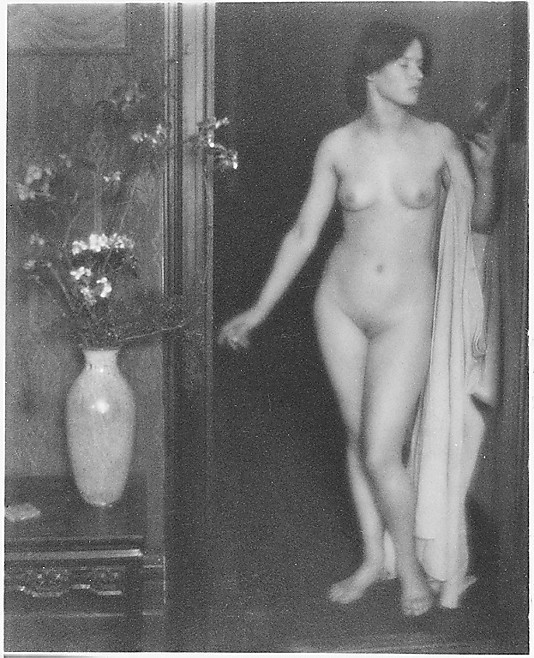
Female Nude Standing in Doorway with Small Mirror in Hand, Stieglitz a White, 1907
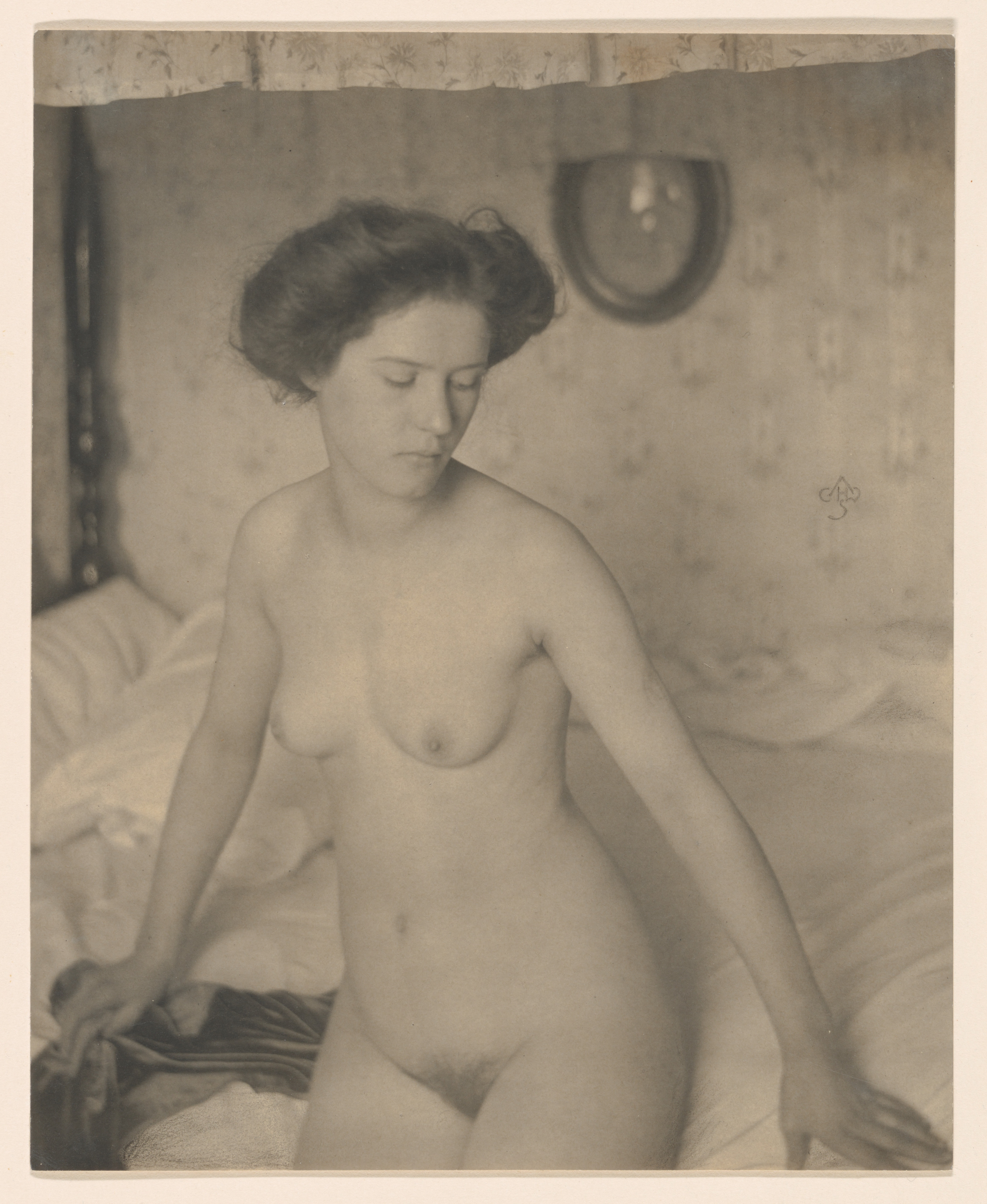
Female Nude Seated on Bed, 1907–1909
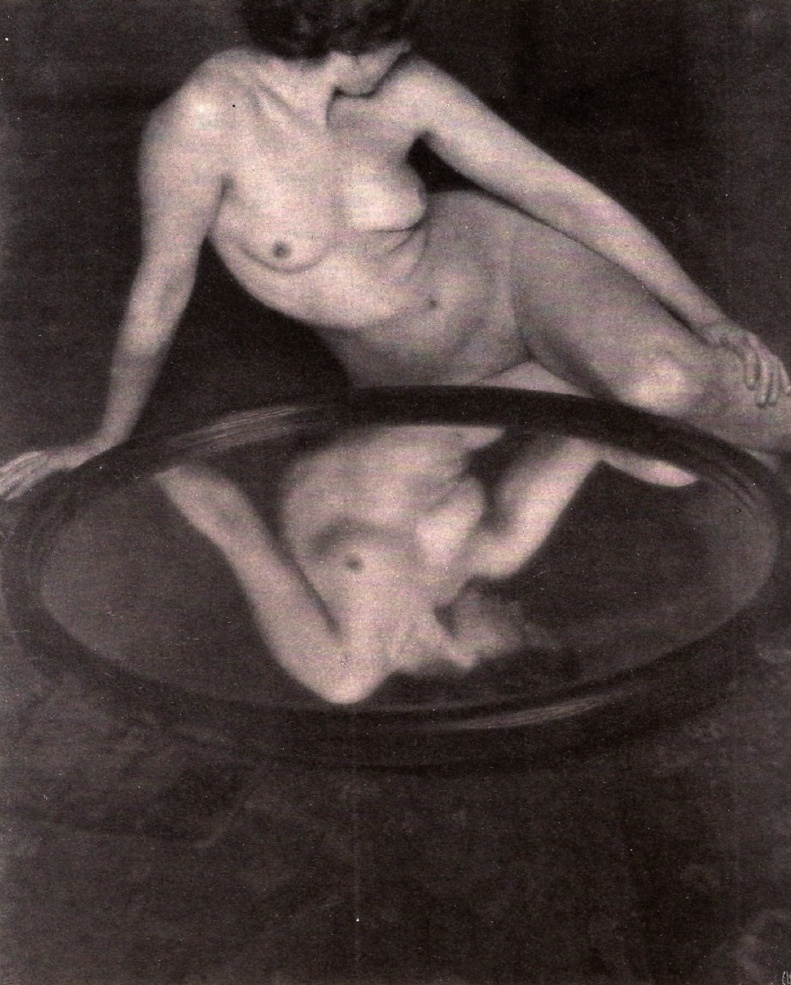
Studie, asi 1905
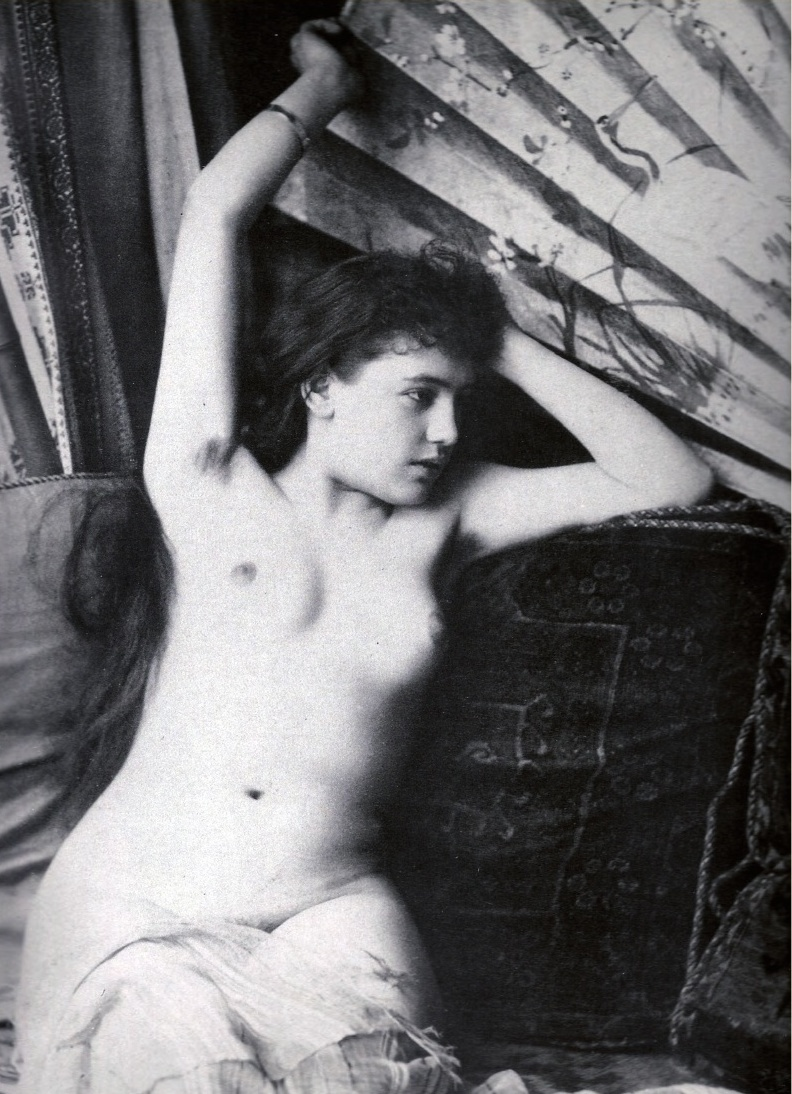
Studie, asi 1900

### Reference

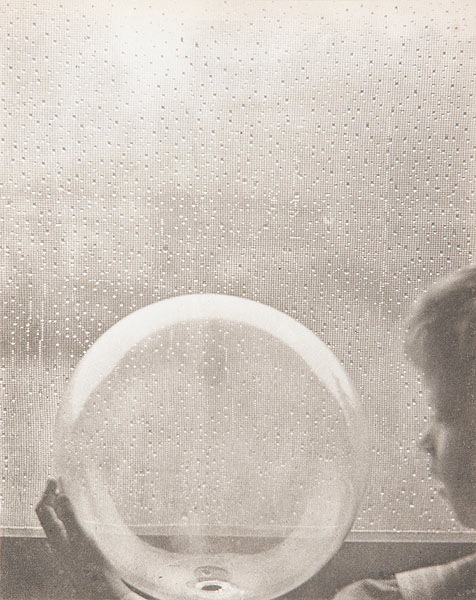
Dešťové kapky, 1903